# 1106
Évszázadok: 11. század – 12. század – 13. század
Évtizedek: 1050-es évek – 1060-as évek – 1070-es évek – 1080-as évek – 1090-es évek – 1100-as évek – 1110-es évek – 1120-as évek – 1130-as évek – 1140-es évek – 1150-es évek
Évek: 1101 – 1102 – 1103 – 1104 –  1105 – 1106 – 1107 – 1108 – 1109 – 1110 – 1111

## Események
- január 5. – V. Henrik német királlyá választása (1111-től német-római császár is, 1125-ig uralkodik).
- Álmos herceg fellázad bátyja, Könyves Kálmán király ellen, előbb Passauba szökik IV. Henrik császárhoz, majd annak halála után kibékül Kálmánnal. Később újra pártot üt és lengyel segítséggel sereget gyűjt, Kálmán azonban Hevesújvárnál körülveszi Álmos seregét és szövetséget köt Boleszláv lengyel herceggel.
- szeptember 28. – I. Henrik angol király a tinchebrai csatában legyőzi bátyját, II. Róbert normandiai herceget, akit elfog és Cardiff várába zárat.
- Urgell grófja visszafoglalja a móroktól Balaguer várát.
- Megkezdődik a harc a lengyel trónért Zbigniew és fivére Boleszláv között.

## Halálozások
- augusztus 7. – IV. Henrik német-római császár (* 1050)
- szeptember 2. – Juszuf ibn Tásfin almorávida uralkodó (* 1009?)